# Linda Thomas-Greenfield
Linda Thomas-Greenfield (Baker, 22 november 1952) is een Amerikaans diplomate. Ze is de huidige ambassadeur bij de Verenigde Naties onder president Joe Biden. Tijdens de regering-Obama en de regering-Trump was ze de viceminister van Buitenlandse Zaken voor Afrikaanse Zaken (Assistant Secretary of State for African Affairs).

## Biografie
Thomas-Greenfield is geboren in Baker (Louisiana). Ze was een van de eerste Afro-Amerikanen die hebben gestudeerd aan de Louisiana State University. Daar behaalde ze in 1974 een Bachelor of Arts. In 1975 behaalde ze een Master of Public Administration aan de University of Wisconsin-Madison.

## Carrière
Thomas-Greenfield doceerde politieke wetenschappen aan Bucknell University. In 1982 ging ze werken bij de Foreign Service.
Ze was plaatsvervangend vicesecretaris van het Bureau of Population, Refugees and Migration (2004–2006), hoofd plaatsvervangend vicesecretaris voor Afrikaanse Zaken (2006–2008), ambassadeur naar Liberia (2008–2012) en directeur-generaal van de Foreign Service, naast directeur van Human Resources (2012–2013).
Thomas-Greenfield heeft buitenlandse posten bekleed in Zwitserland, Pakistan, Kenia, Gambia, Nigeria en Jamaica.
Van 2013 tot 2017 was ze viceminister van Buitenlandse Zaken voor Afrikaanse Zaken.
Vijf dagen nadat Donald Trump president werd ontsloeg hij Thomas-Greenfield.
Tijdens Joe Bidens transitie naar zijn presidentschap als president-elect benoemde hij Thomas-Greenfield als vrijwillig lid. Ze leidde de transitie van het State Department.
Op 24 november 2020 kondigde Biden aan dat hij Thomas-Greenfield zou benoemen tot ambassadeur bij de Verenigde Naties en haar zou toevoegen aan zijn kabinet en zijn Nationale Veiligheidsraad.

### Ambassadeur naar de Verenigde Naties
Tijdens de hoorzitting over haar nominatie voor VN-ambassadeur zei Thomas-Greenfield dat ze spijt had dat ze in 2019 een toespraak heeft gehouden aan het door het door de Chinese overheid gesubsidieerde Confuciusinstituut. Ze bekritiseerde China's "autoritaire agenda" en was het grotendeels eens met de Senaatscommissie voor Buitenlandse Zaken wat betreft buitenlands beleid. Ze zei een "zeer sterke relatie" met Afrika te hebben, die ze wil gebruiken om China's "egoïstische en parasitaire ontwikkelingsdoelen" in Afrika terug te dringen. Senator Ted Cruz hekelde Thomas-Greenfield dat ze de Chinese mensenrechtenschendingen en leenpraktijken, vaak aangeduid als "schuldenvaldiplomatie", niet heeft aangepakt. Hij stelde de stemming over haar nominatie uit. Thomas-Greenfield noemde tijdens de hoorzitting de BDS-beweging "onacceptabel" en zei dat de beweging "grenst aan antisemitisme". Ze zei ernaar uit te kijken "naast Israël te staan, tegen het oneerlijk richten op Israël".

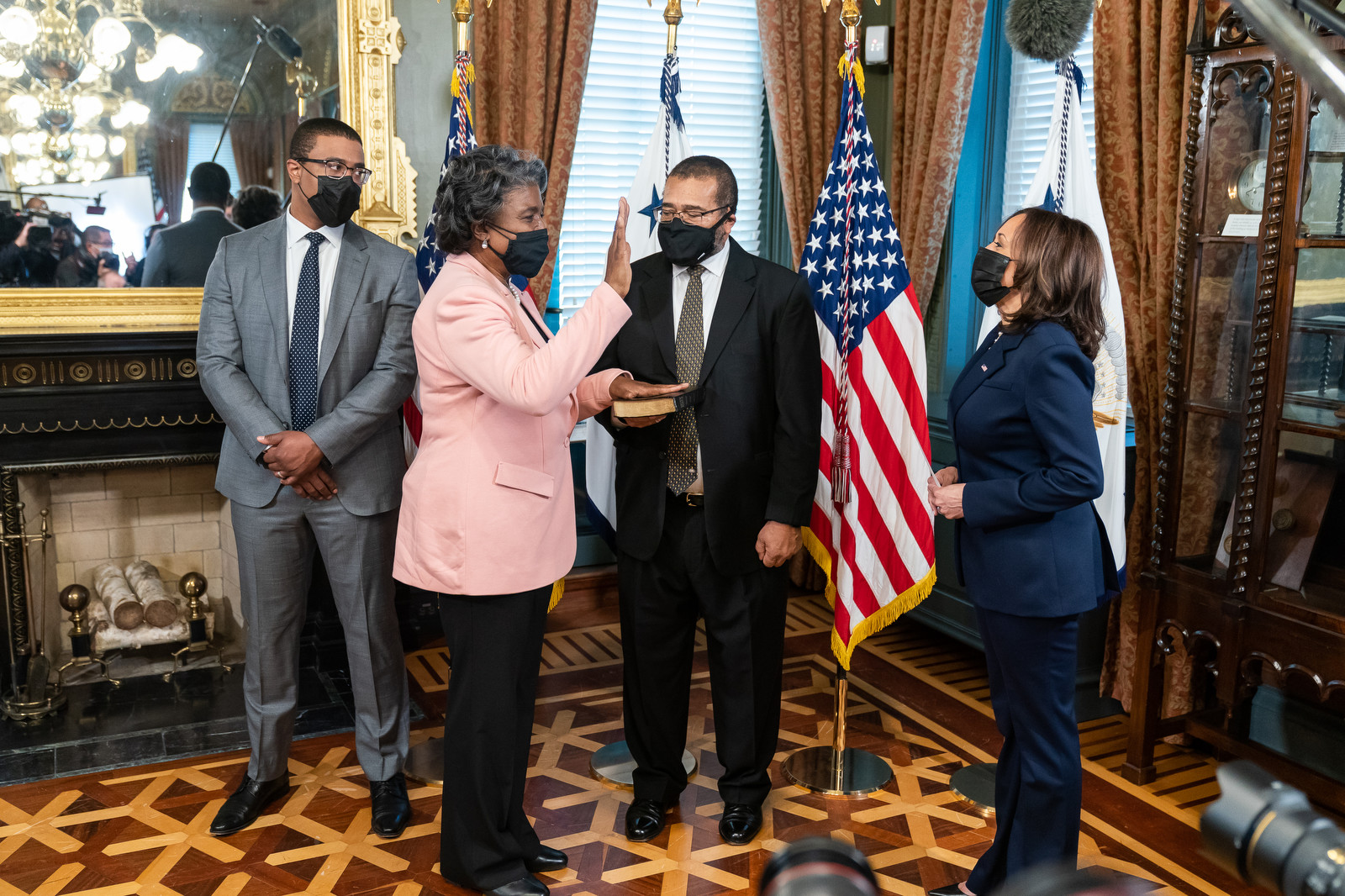
Ambassadeur Thomas-Greenfield wordt beëdigd door vicepresident Kamala Harris

Op 23 februari 2021 werd Thomas-Greenfield bevestigd door de Senaat, met 78 stemmen voor en 20 tegen.
Van 1 maart tot 31 maart 2021 was de Verenigde Staten president van de Veiligheidsraad van de Verenigde Naties. In deze maand was Thomas-Greenfield president van de raad, als hoofd van de Amerikaanse delegatie.
Thomas-Greenfield heeft de Volksrepubliek China beschuldigd van het plegen van een genocide op Oeigoeren en van het vastzetten van meer dan een miljoen Oeigoeren en andere etnische minderheden in interneringskampen in Xinjiang. Ze zei dat de Verenigde Staten zich zal "blijven uitspreken, totdat de Chinese overheid stopt met haar misdaden tegen de menselijkheid en de genocide op Oeigoeren en andere etnische minderheden in Xinjiang".
Ze heeft haar bezorgdheid uitgesproken over escalerende etnische spanningen in Tigray in Ethiopië en drong aan op een vreedzaam einde van de oorlog in Tigray. Ze noemde de situatie een humanitaire ramp.